# 971년

## 연호
- 북송(北宋) 개보(開寶) 4년
- 요(遼) 보녕(保寧) 3년
- 일본(日本) 덴로쿠(天禄) 2년
- 남한(南漢) 대보(大寶) 14년
- 북한(北漢) 천회(天會) 15년
- 딘 왕조(丁朝) 타이빈(太平) 2년

## 기년
- 북송(北宋) 태조(太祖) 12년
- 요(遼) 경종(景宗) 3년
- 고려(高麗) 광종(光宗) 22년
- 딘 왕조(丁朝) 선제(先帝) 4년

## 탄생
- 요나라의 황제 요 성종